# 极目新闻
《楚天都市报》是中国湖北省的一份都市小（开版）报，由湖北日报传媒集团主办，1996年11月20日试刊，1997年1月1日正式创刊。它与《楚天金报》（已停刊）、《武汉晚报》、《武汉晨报》并列为湖北四大都市报。并且销量遥遥领先，日均发行量达114万份。2021年1月18日起，《楚天都市报》全媒体平台更名为“极目新闻”。

## 争议

#### 关于游戏《情感反诈模拟器》蓄意煽动性别对立、污名化女性群体报道的相关争议
极目新闻谴责游戏《情感反诈模拟器》虽然打着“情感反诈”的旗号，却将广大女性视为“捞女”，蓄意煽动性别对立、污名化女性群体以收割有毒流量。  由于极目新闻有官媒性质，一些人认为该报道代表了官方立场，围绕该游戏的话题迅速陷入广泛争议。2025年6月23日，《北京青年报》报道并称赞了该游戏，《新华网》等一众更权威的官媒也进行了转发，相关争议遂逐渐平息。 截至6月24日，极目新闻删除了谴责该游戏的报道，相关网页已无法打开。